# Bois d'Inde (Choiseul)
Bois d'Inde es una localidad de Santa Lucía, que forma parte del distrito de Choiseul.